# Villiers-Saint-Orien
Villiers-Saint-Orien est une commune française située dans le département d'Eure-et-Loir en région Centre-Val de Loire.

## Géographie

### Situation

Situation géographique
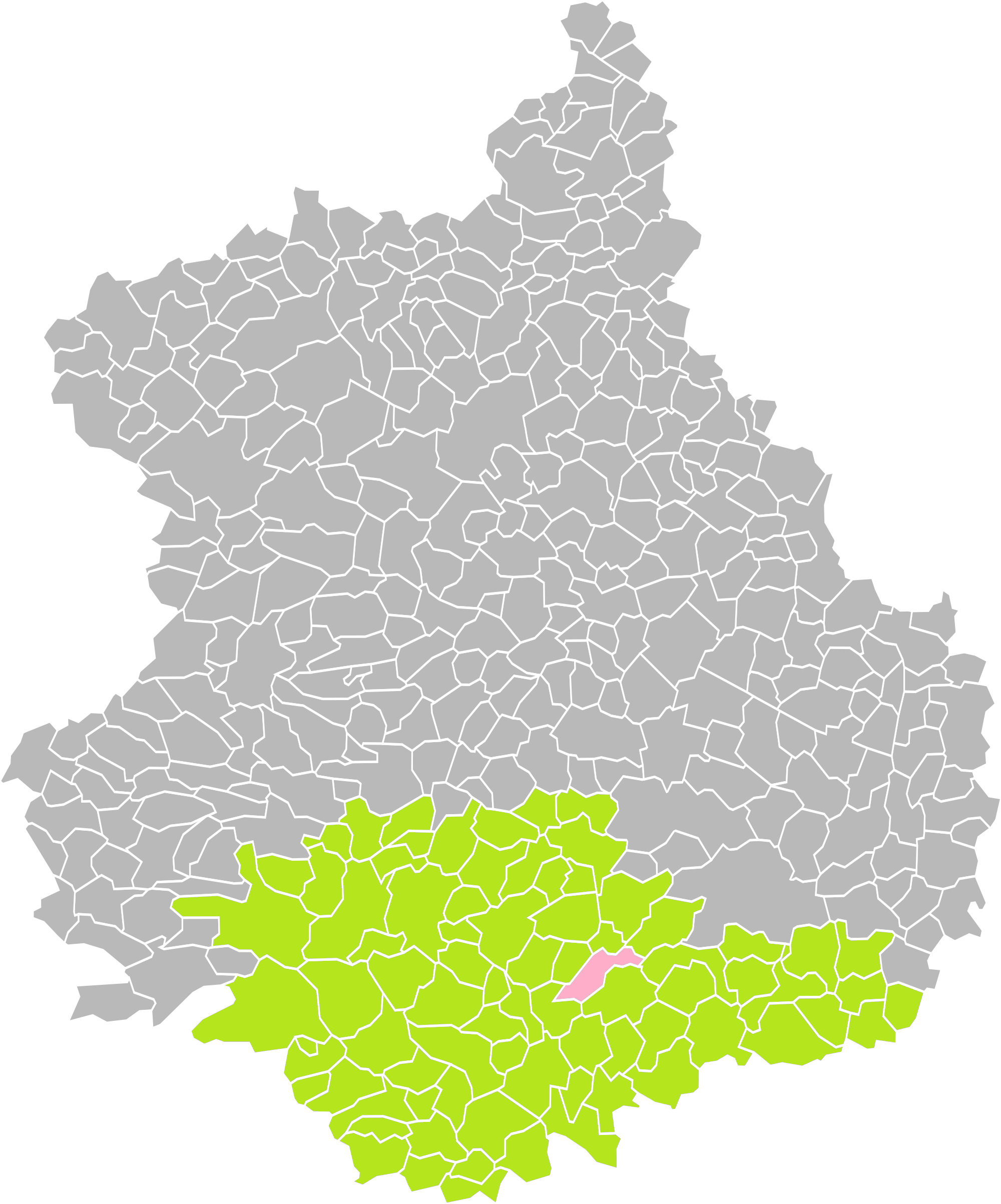
Villiers-Saint-Orien dans son arrondissement.
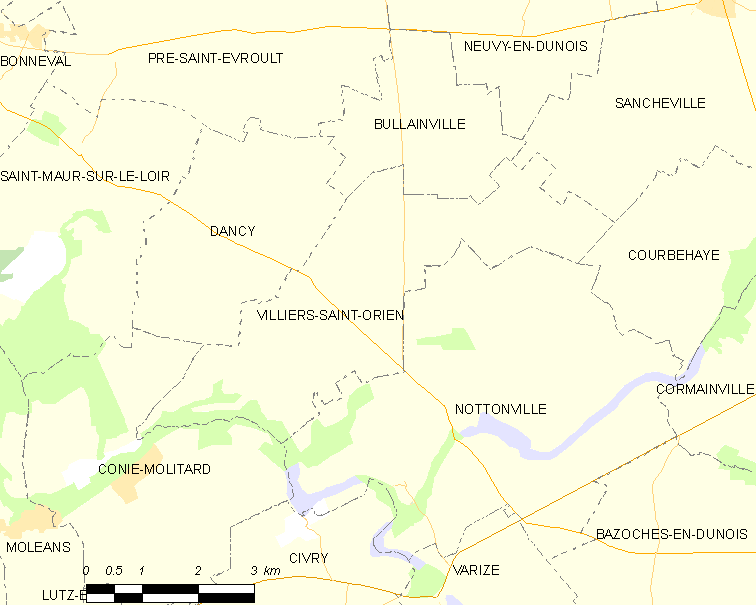
Carte de la commune de Villiers-Saint-Orien.

### Communes limitrophes
|                | Bullainville         | Sancheville |
| Dancy          | Villiers-Saint-Orien | Courbehaye  |
| Conie-Molitard |                      | Nottonville |

### Villages et hameaux de la commune

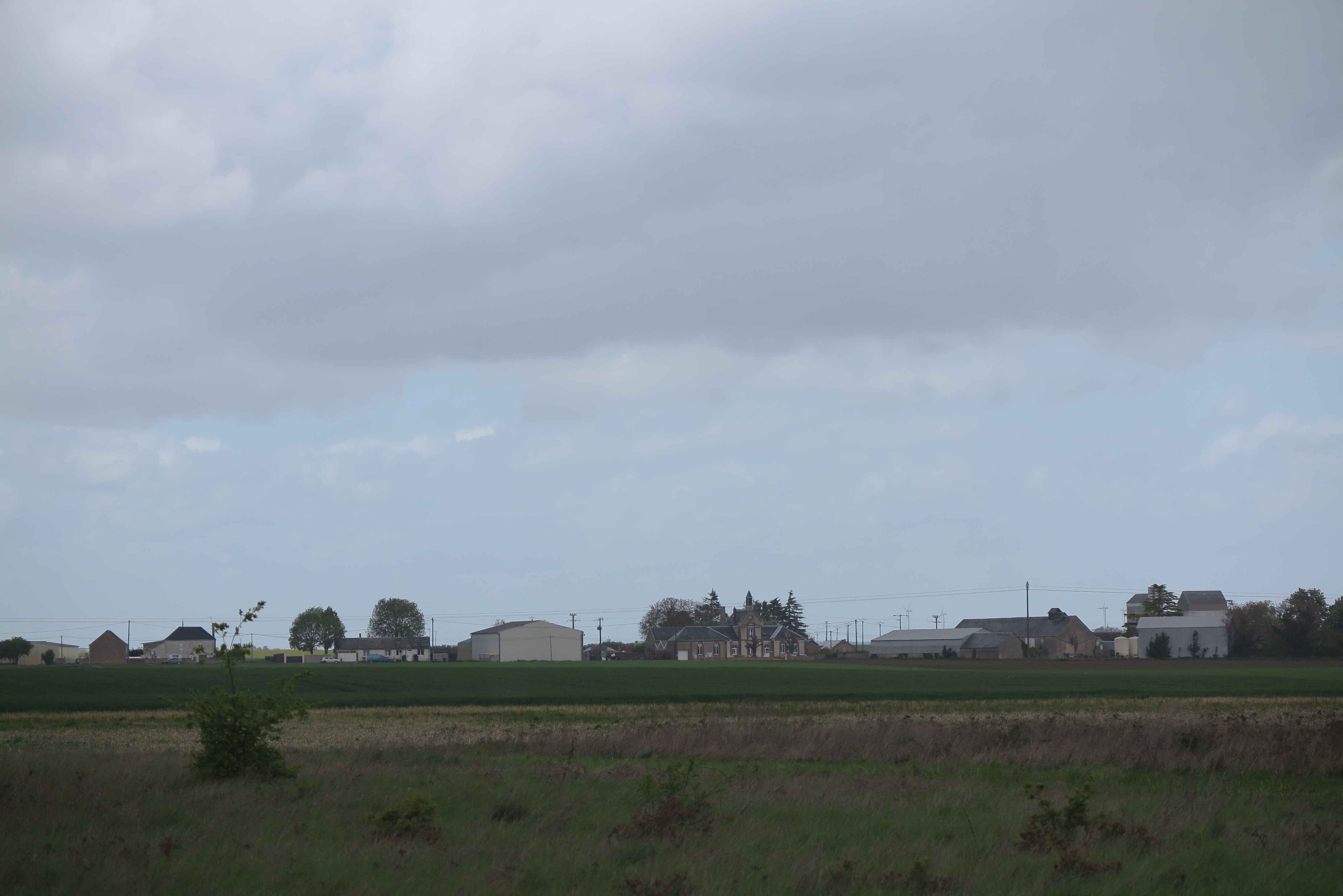
Villiers-Saint-Orien.
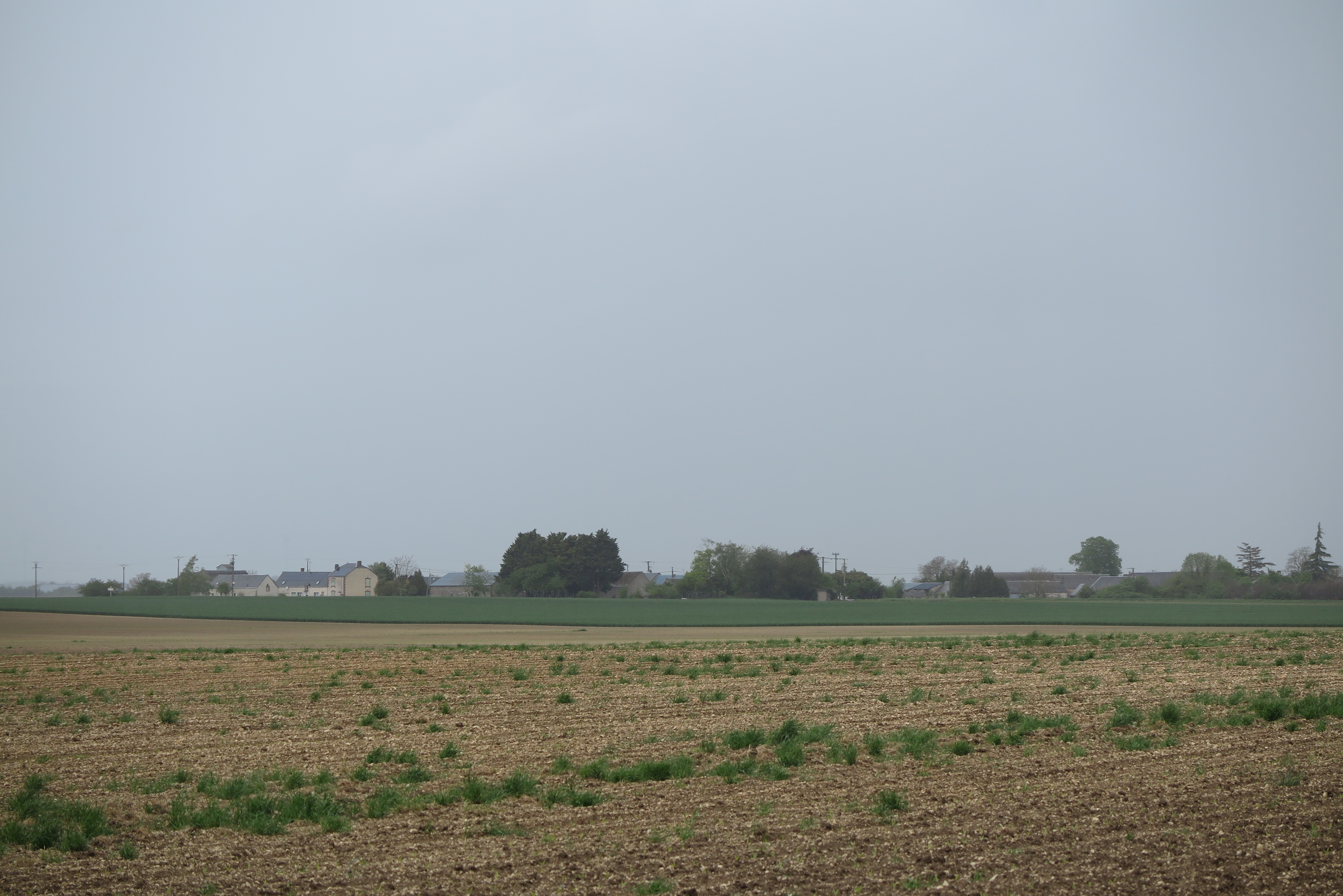
Godonville.
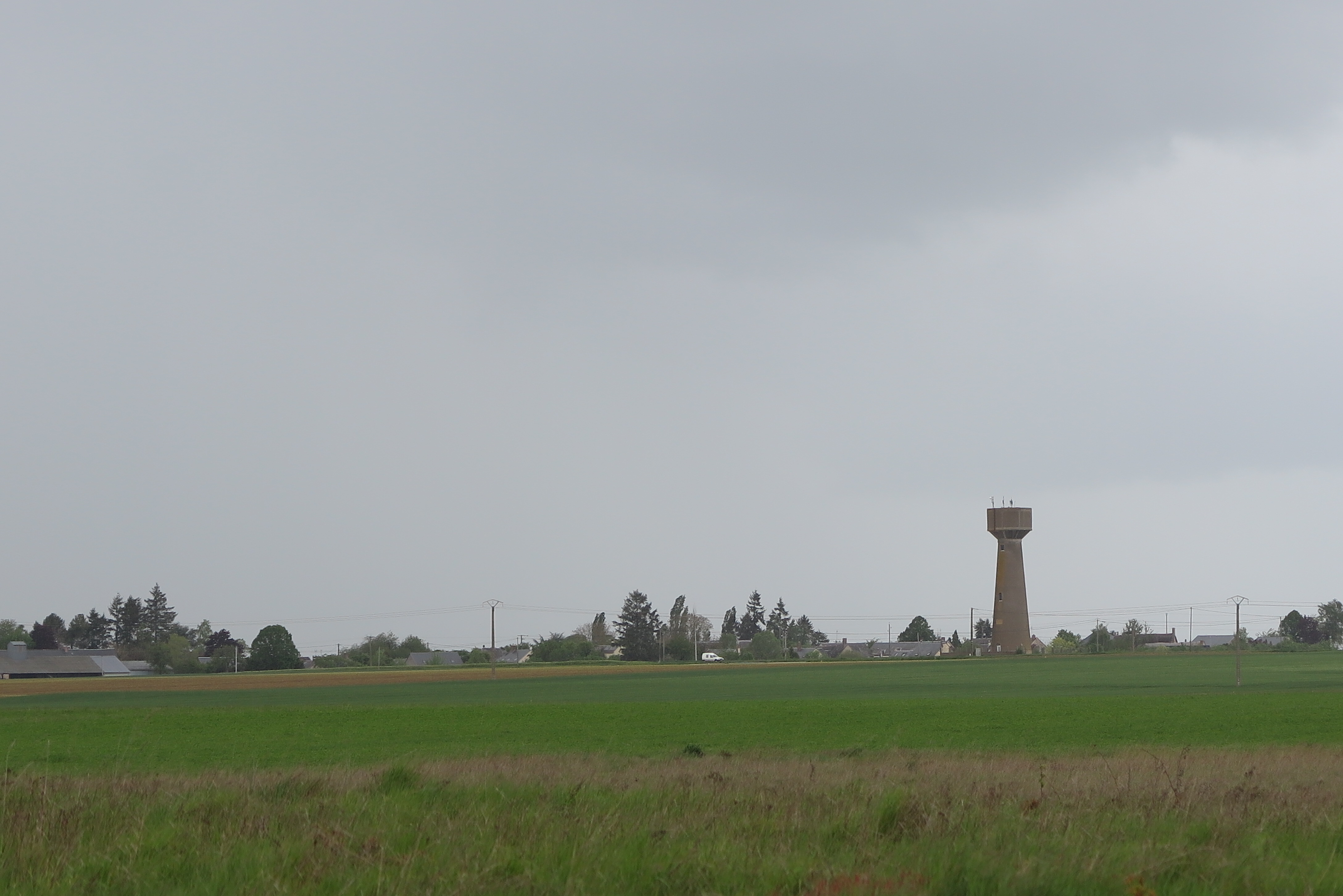
Le Mesnil.

### Climat
Pour des articles plus généraux, voir Climat du Centre-Val de Loire et Climat d'Eure-et-Loir.
En 2010, le climat de la commune est de type climat océanique dégradé des plaines du Centre et du Nord, selon une étude du CNRS s'appuyant sur une série de données couvrant la période 1971-2000. En 2020, Météo-France publie une typologie des climats de la France métropolitaine dans laquelle la commune est exposée à un climat océanique altéré et est dans la région climatique  Moyenne vallée de la Loire, caractérisée par une bonne insolation (1 850 h/an) et un été peu pluvieux. 
Pour la période 1971-2000, la température annuelle moyenne est de 10,8 °C, avec une amplitude thermique annuelle de 14,7 °C. Le cumul annuel moyen de précipitations est de 636 mm, avec 10,7 jours de précipitations en janvier et 7,4 jours en juillet. Pour la période 1991-2020, la température moyenne annuelle observée sur la station météorologique de Météo-France la plus proche, sur la commune de Pré-Saint-Évroult à 6 km à vol d'oiseau, est de 11,3 °C et le cumul annuel moyen de précipitations est de 592,2 mm,. Pour l'avenir, les paramètres climatiques de la commune estimés pour 2050 selon différents scénarios d'émission de gaz à effet de serre sont consultables sur un site dédié publié par Météo-France en novembre 2022.

## Urbanisme

### Typologie
Au 1er janvier 2024, Villiers-Saint-Orien est catégorisée commune rurale à habitat dispersé, selon la nouvelle grille communale de densité à 7 niveaux définie par l'Insee en 2022.
Elle est située hors unité urbaine. Par ailleurs la commune fait partie de l'aire d'attraction de Châteaudun, dont elle est une commune de la couronne,. Cette aire, qui regroupe 25 communes, est catégorisée dans les aires de moins de 50 000 habitants,.

### Occupation des sols
L'occupation des sols de la commune, telle qu'elle ressort de la base de données européenne d’occupation biophysique des sols Corine Land Cover (CLC), est marquée par l'importance des territoires agricoles (94,6 % en 2018), une proportion identique à celle de 1990 (94,6 %). La répartition détaillée en 2018 est la suivante : 
terres arables (94,5 %), forêts (5,4 %). L'évolution de l’occupation des sols de la commune et de ses infrastructures peut être observée sur les différentes représentations cartographiques du territoire : la carte de Cassini (XVIIIe siècle), la carte d'état-major (1820-1866) et les cartes ou photos aériennes de l'IGN pour la période actuelle (1950 à aujourd'hui).

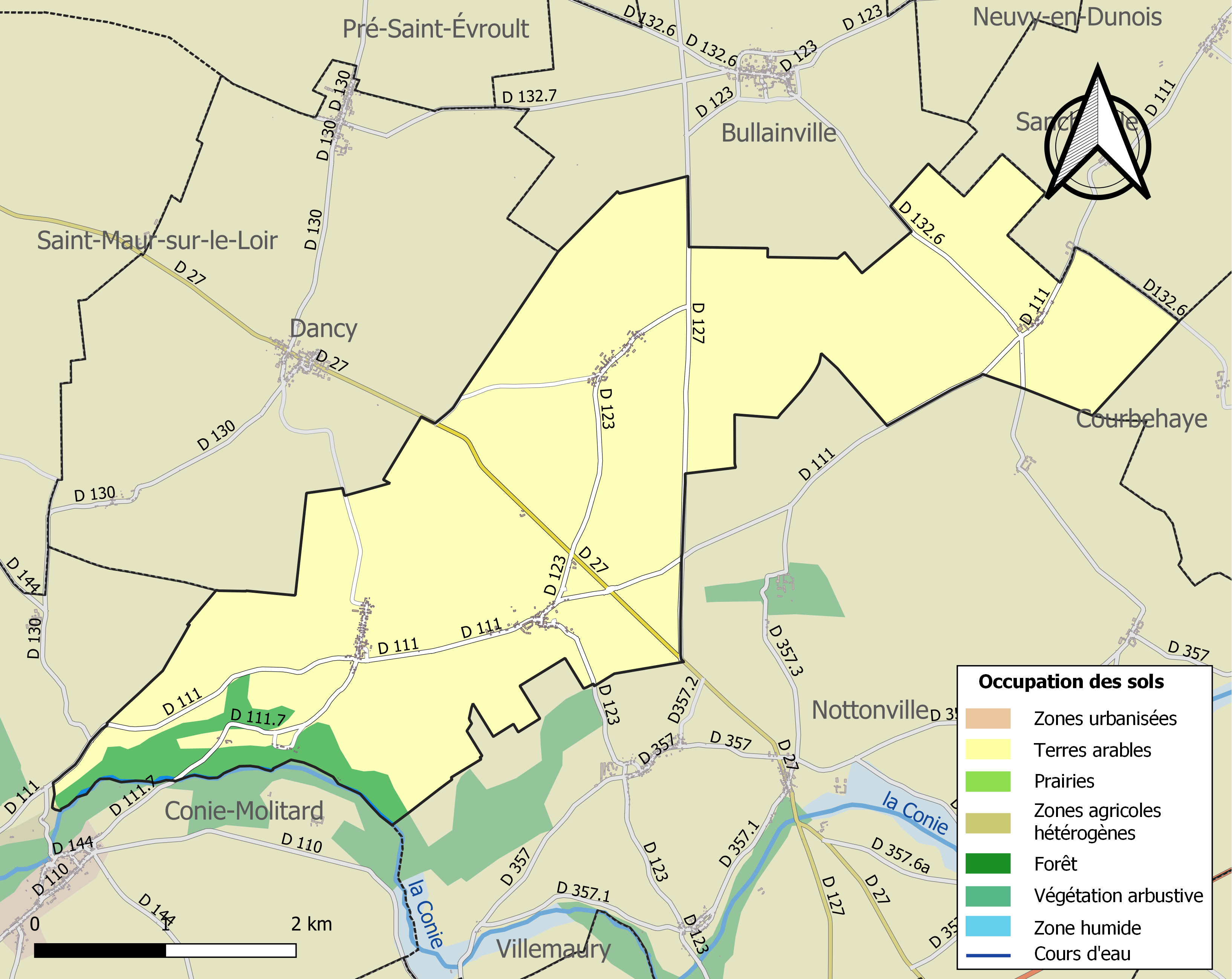
Carte des infrastructures et de l'occupation des sols de la commune en 2018 (CLC).

### Risques majeurs
Le territoire de la commune de Villiers-Saint-Orien est vulnérable à différents aléas naturels : météorologiques (tempête, orage, neige, grand froid, canicule ou sécheresse), inondations, mouvements de terrains et séisme (sismicité très faible). Il est également exposé à un risque technologique, le transport de matières dangereuses. Un site publié par le BRGM permet d'évaluer simplement et rapidement les risques d'un bien localisé soit par son adresse soit par le numéro de sa parcelle.

#### Risques naturels
Certaines parties du territoire communal sont susceptibles d’être affectées par le risque d’inondation par débordement de cours d'eau, notamment la Conie. La commune a été reconnue en état de catastrophe naturelle au titre des dommages causés par les inondations et coulées de boue survenues en 1999,.

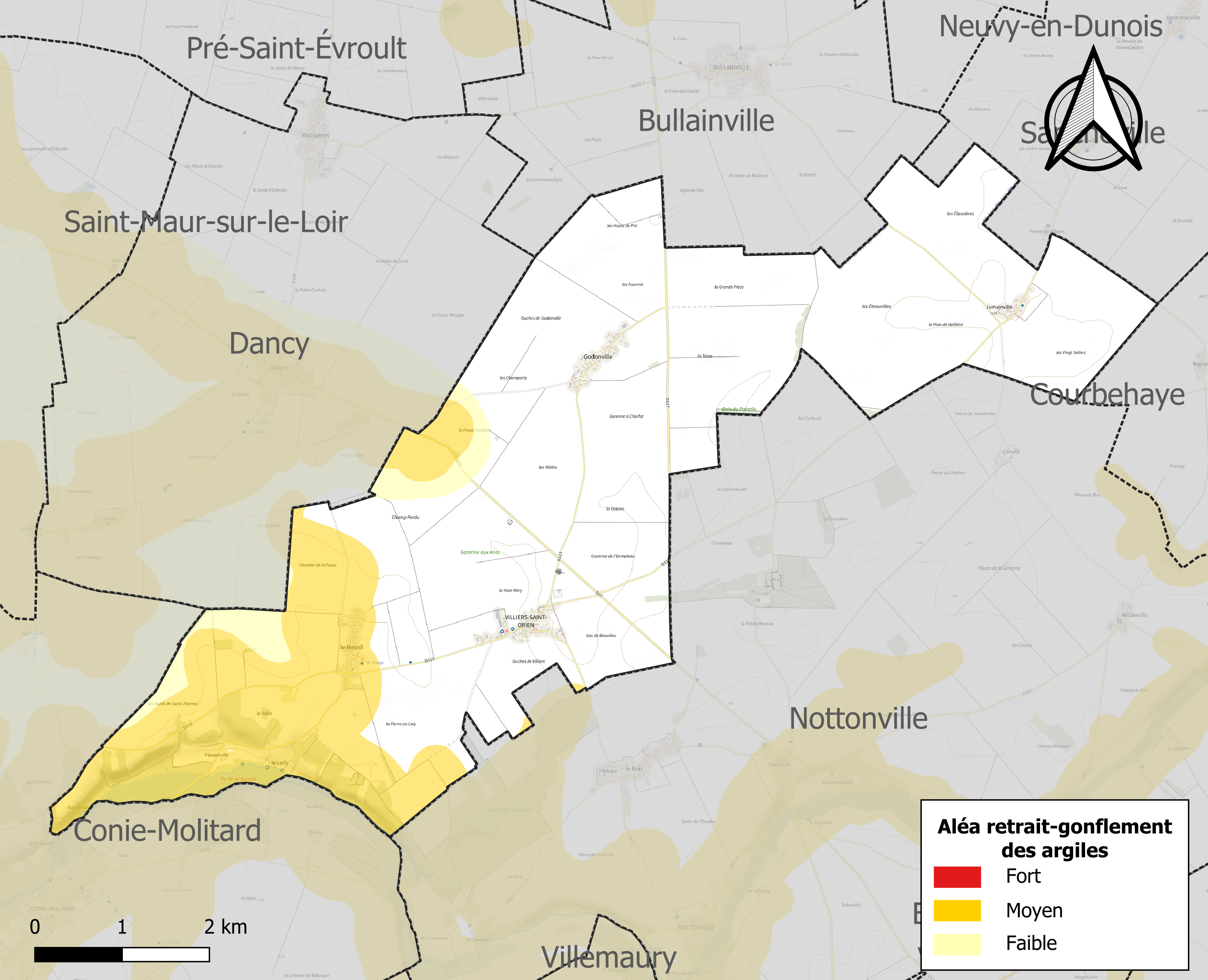
Carte des zones d'aléa retrait-gonflement des sols argileux de Villiers-Saint-Orien.

Les mouvements de terrains susceptibles de se produire sur la commune sont des affaissements et effondrements liés aux cavités souterraines. L'inventaire national des cavités souterraines permet de localiser celles situées sur la commune.
Le retrait-gonflement des sols argileux est susceptible d'engendrer des dommages importants aux bâtiments en cas d’alternance de périodes de sécheresse et de pluie. 22,2 % de la superficie communale est en aléa moyen ou fort (52,8 % au niveau départemental et 48,5 % au niveau national). Sur les 121 bâtiments dénombrés sur la commune en 2019, 49 sont en aléa moyen ou fort, soit 40 %, à comparer aux 70 % au niveau départemental et 54 % au niveau national. Une cartographie de l'exposition du territoire national au retrait gonflement des sols argileux est disponible sur le site du BRGM,.
Concernant les mouvements de terrains, la commune a été reconnue en état de catastrophe naturelle au titre des dommages causés par des mouvements de terrain en 1999.

#### Risques technologiques
Le risque de transport de matières dangereuses sur la commune est lié à sa traversée par des infrastructures routières ou ferroviaires importantes ou la présence d'une canalisation de transport d'hydrocarbures. Un accident se produisant sur de telles infrastructures est en effet susceptible d’avoir des effets graves au bâti ou aux personnes jusqu’à 350 m, selon la nature du matériau transporté. Des dispositions d’urbanisme peuvent être préconisées en conséquence.

## Toponymie
La paroisse est mentionnée en 1119 sous le nom de Viller Sancti Orgencii.
- Villiers provient du bas latin villare « domaine rural », avec attraction du suffixe -arius qui devient -ier, et avec ajout d'un -s adventice[20] ;
- Saint-Orien est un hagiotoponyme qui fait référence à Orens d'Auch, confesseur du Ve siècle, très honoré en Gascogne au Moyen Âge. On trouve aussi sa trace dans une autre commune d'Eure-et-Loir, à Meslay-le-Grenet, dont il a été le patron paroissial, d'où le nom de l'église Saint-Orien-et-Saint-Blaise[21].

## Histoire

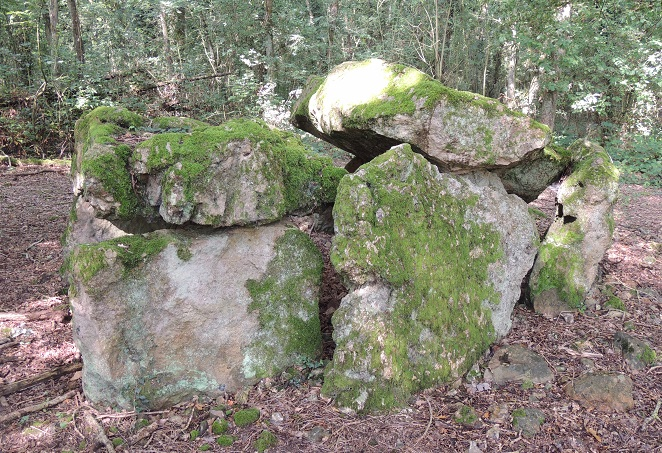
Dolmen du puits aux ladres.

Villers-Saint-Orien a été occupé dès la Préhistoire et ses habitants ont laissé des monuments mégalithiques : un dolmen et des polissoirs.

## Politique et administration

### Liste des maires
| Période                                  | Période  | Identité           | Étiquette | Qualité                       |
| ---------------------------------------- | -------- | ------------------ | --------- | ----------------------------- |
| avril 2014                               | En cours | Dominique Imbault, |           | Ancien agriculteur exploitant |
| Les données manquantes sont à compléter. |          |                    |           |                               |

## Population et société

### Démographie
L'évolution du nombre d'habitants est connue à travers les recensements de la population effectués dans la commune depuis 1793. Pour les communes de moins de 10 000 habitants, une enquête de recensement portant sur toute la population est réalisée tous les cinq ans, les populations de référence des années intermédiaires étant quant à elles estimées par interpolation ou extrapolation. Pour la commune, le premier recensement exhaustif entrant dans le cadre du nouveau dispositif a été réalisé en 2006.

En 2022, la commune comptait 162 habitants, en évolution de −2,41 % par rapport à 2016 (Eure-et-Loir : −0,23 %, France hors Mayotte : +2,11 %).
| 1793 | 1800 | 1806 | 1821 | 1831 | 1836 | 1841 | 1846 | 1851 |
| ---- | ---- | ---- | ---- | ---- | ---- | ---- | ---- | ---- |
| 385  | 402  | 391  | 435  | 535  | 502  | 543  | 516  | 535  |

| 1856 | 1861 | 1866 | 1872 | 1876 | 1881 | 1886 | 1891 | 1896 |
| ---- | ---- | ---- | ---- | ---- | ---- | ---- | ---- | ---- |
| 507  | 518  | 532  | 542  | 504  | 520  | 480  | 476  | 442  |

| 1901 | 1906 | 1911 | 1921 | 1926 | 1931 | 1936 | 1946 | 1954 |
| ---- | ---- | ---- | ---- | ---- | ---- | ---- | ---- | ---- |
| 420  | 423  | 384  | 355  | 373  | 345  | 353  | 318  | 297  |

| 1962 | 1968 | 1975 | 1982 | 1990 | 1999 | 2006 | 2011 | 2016 |
| ---- | ---- | ---- | ---- | ---- | ---- | ---- | ---- | ---- |
| 255  | 213  | 204  | 173  | 157  | 156  | 174  | 164  | 166  |

| 2021 | 2022 | - | - | - | - | - | - | - |
| ---- | ---- | - | - | - | - | - | - | - |
| 162  | 162  | - | - | - | - | - | - | - |

## Culture locale et patrimoine

### Lieux et monuments

#### Église Sainte-Christine

L'église Sainte-Christine
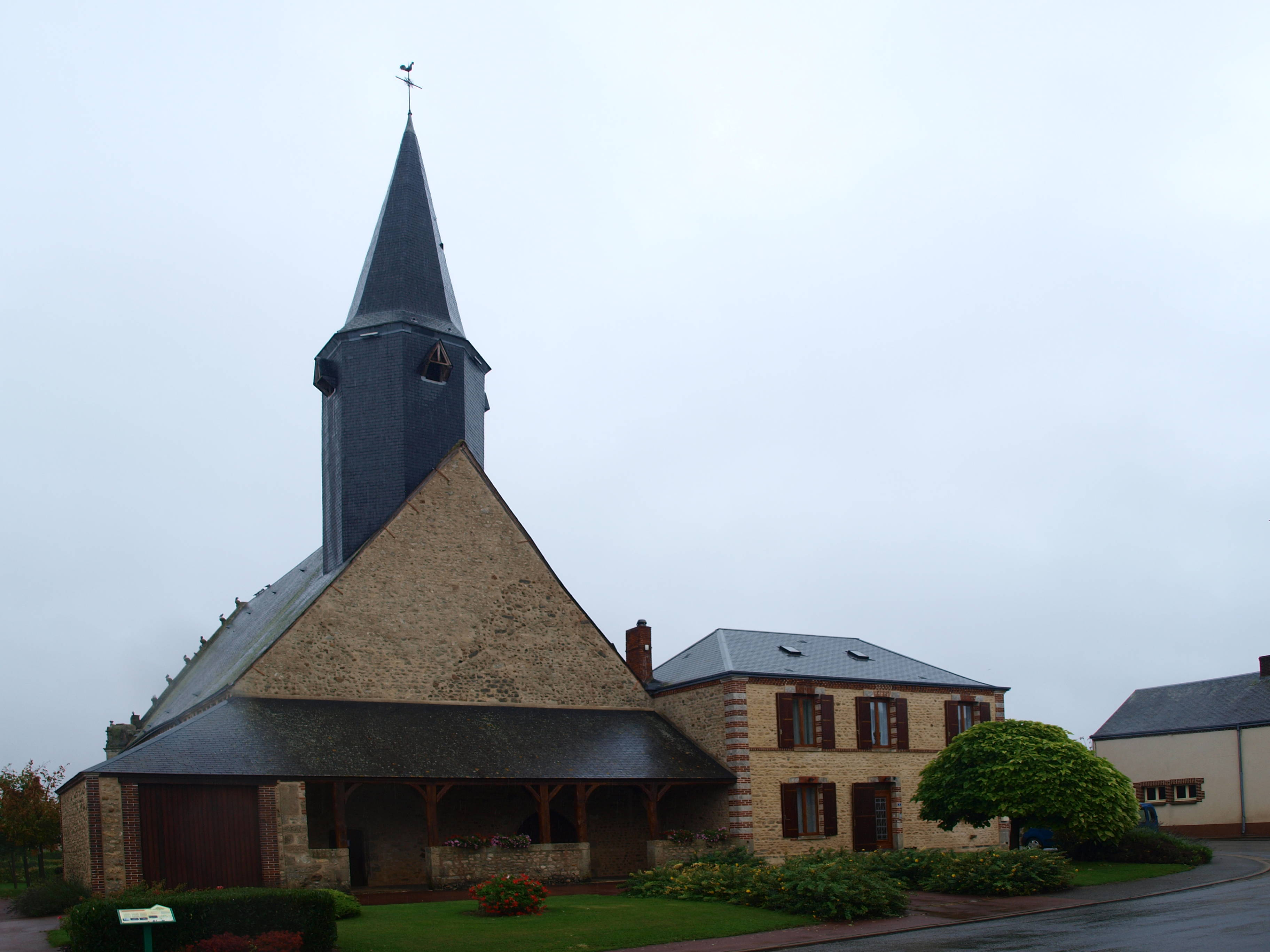
Entrée nord-ouest et caquetoire.
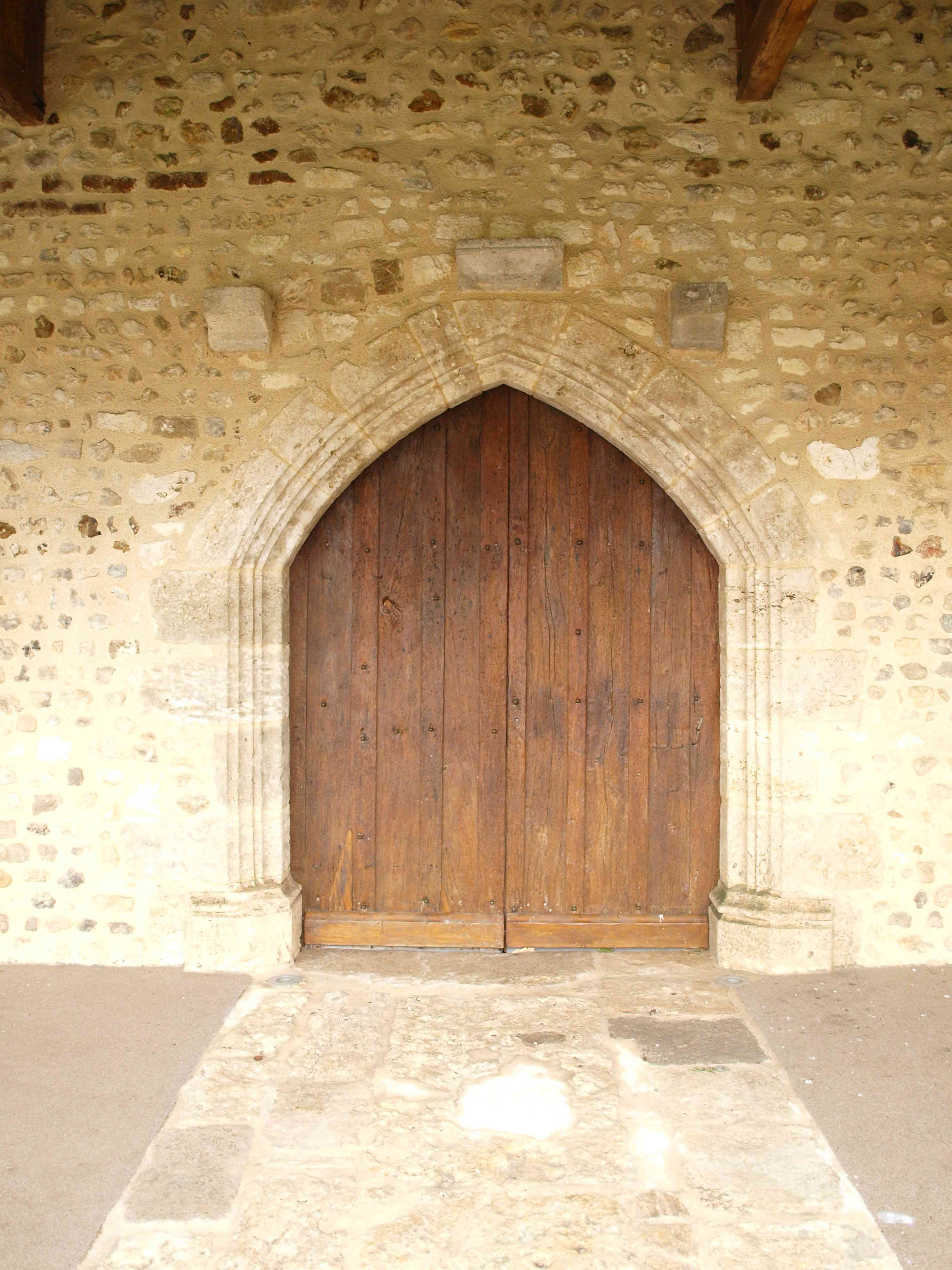
Porte en arc brisé.
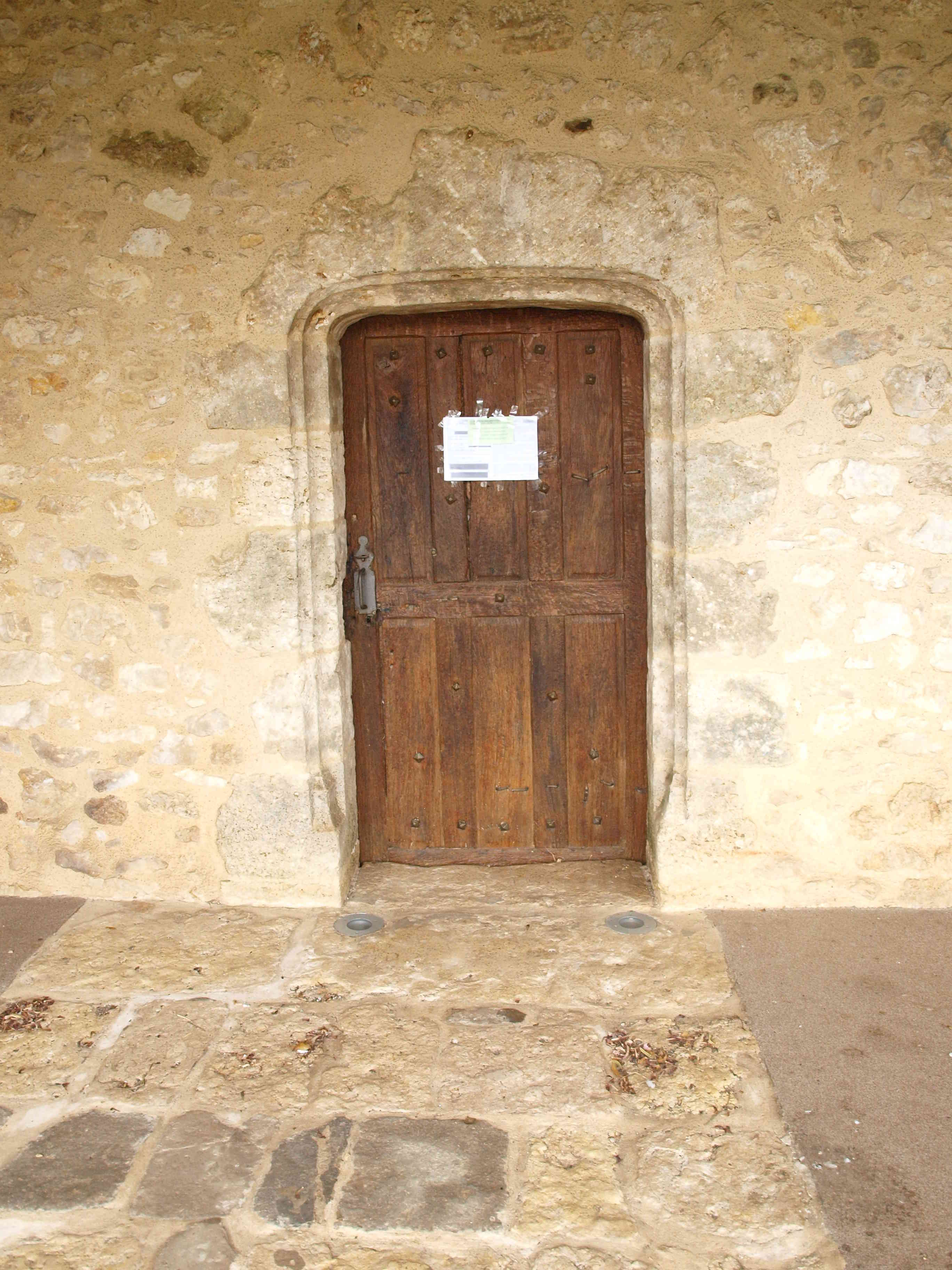
Porte en anse de panier.
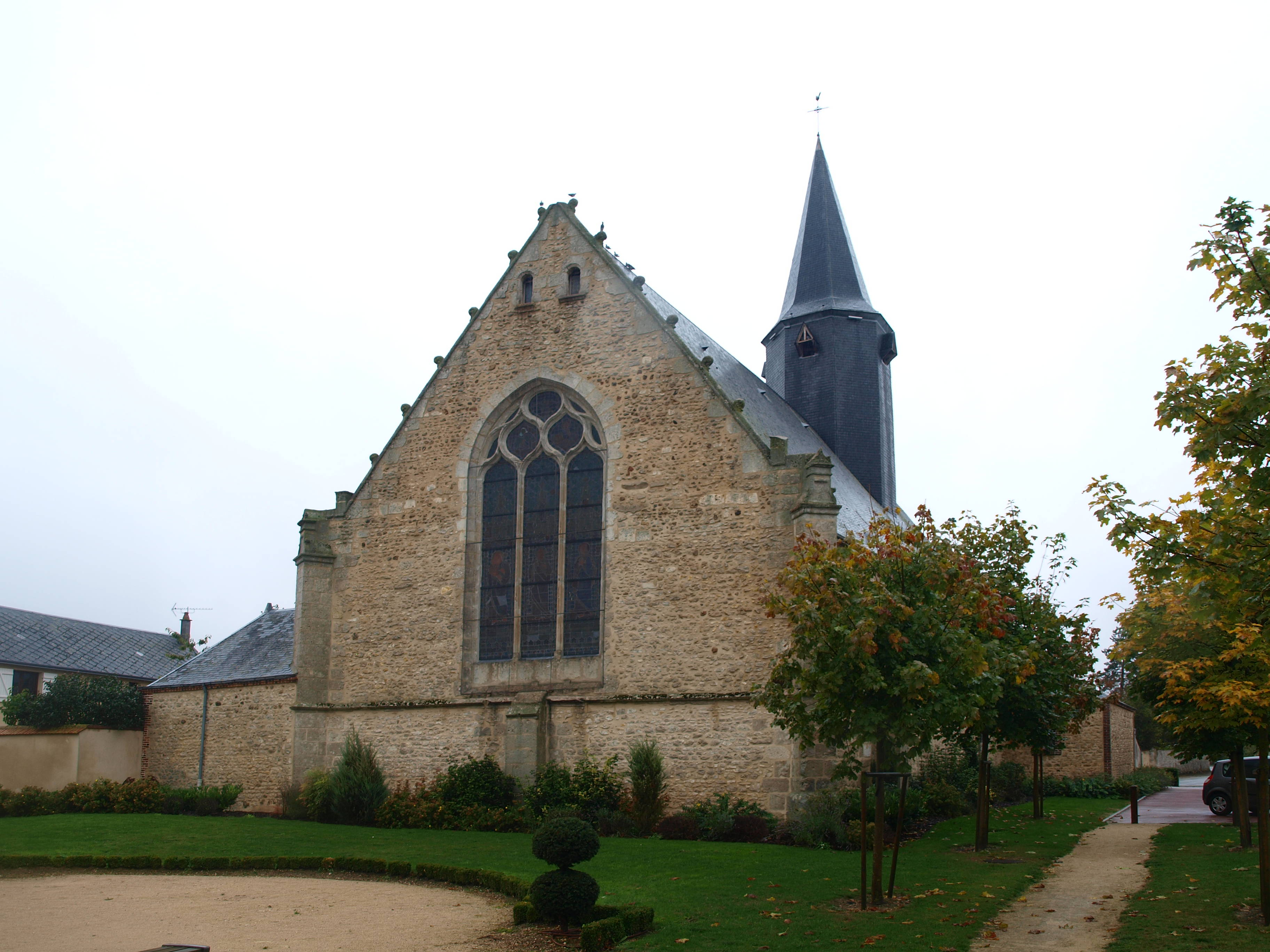
Chevet et vitrail XIXe siècle.
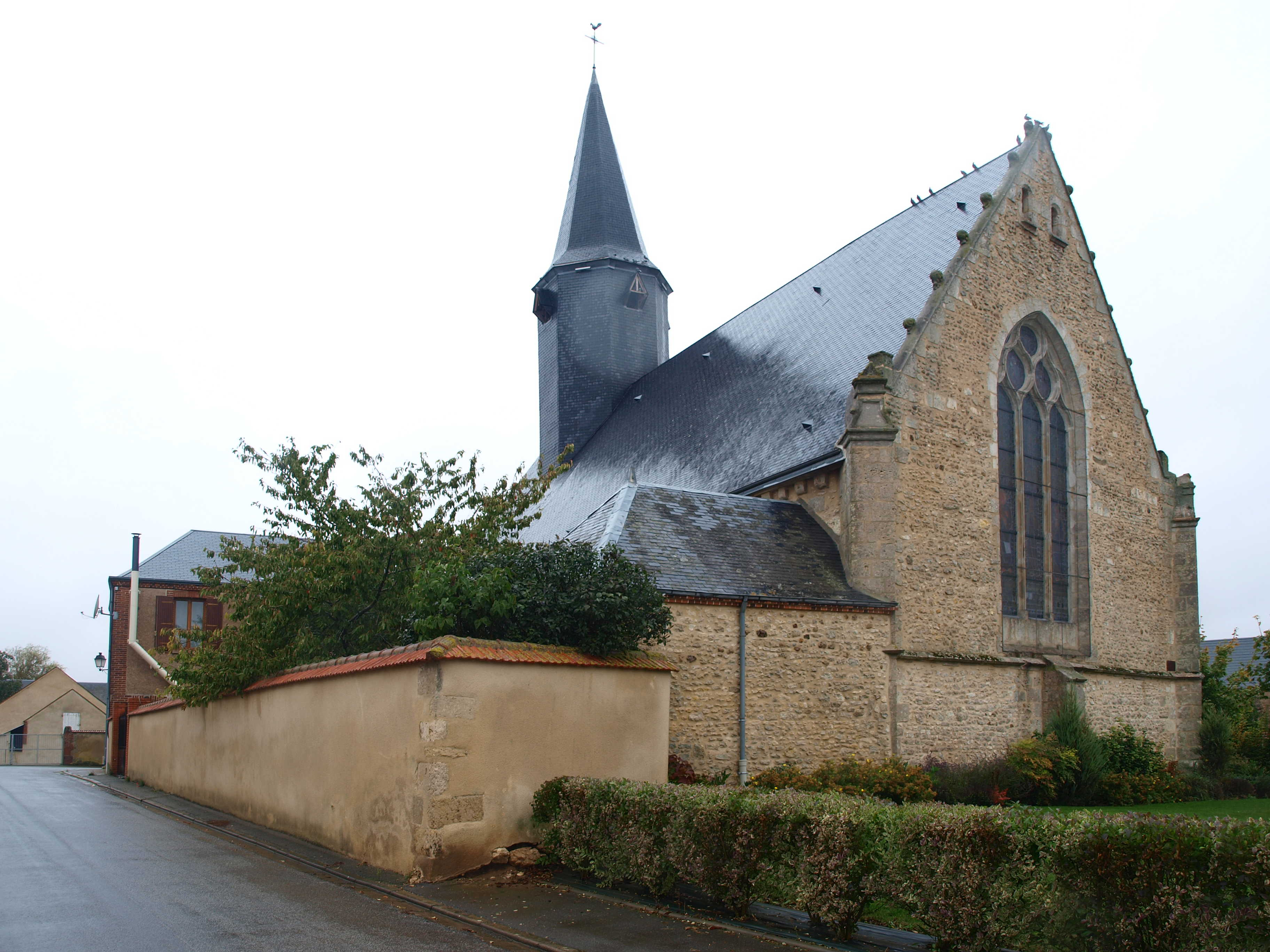
Vue générale.

#### Autres lieux et monuments

Lieux et monuments
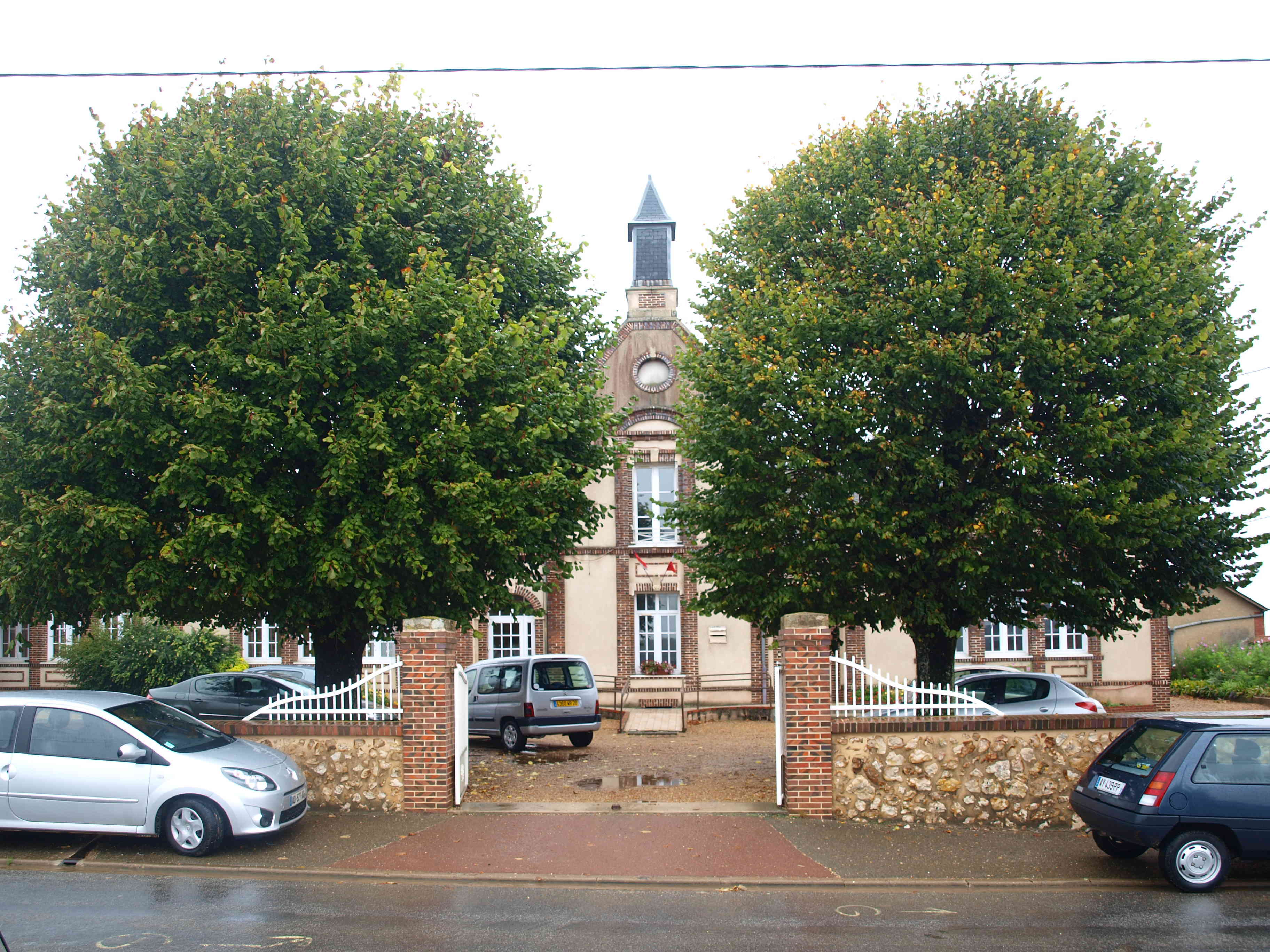
Mairie.
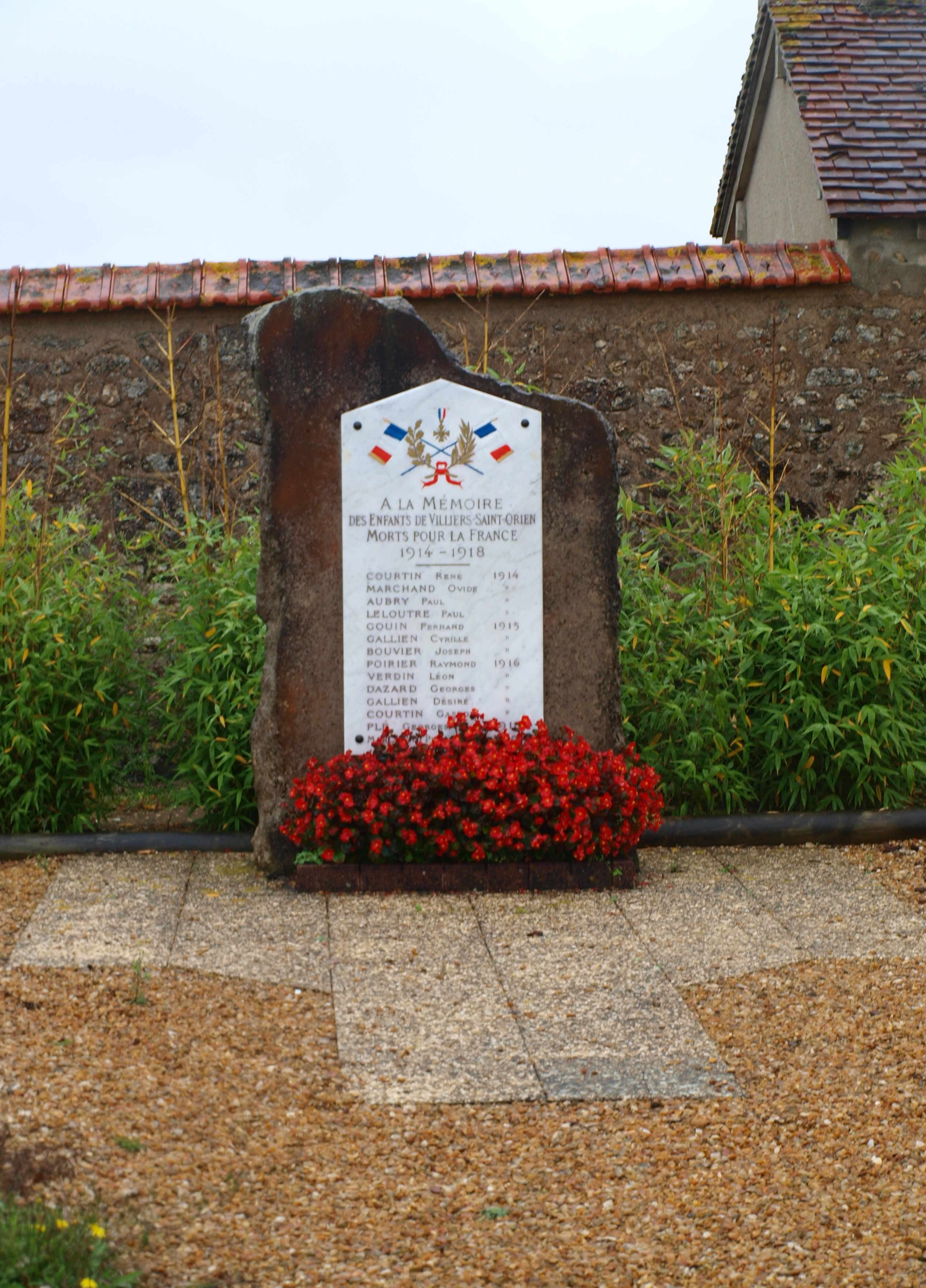
Monument aux morts.
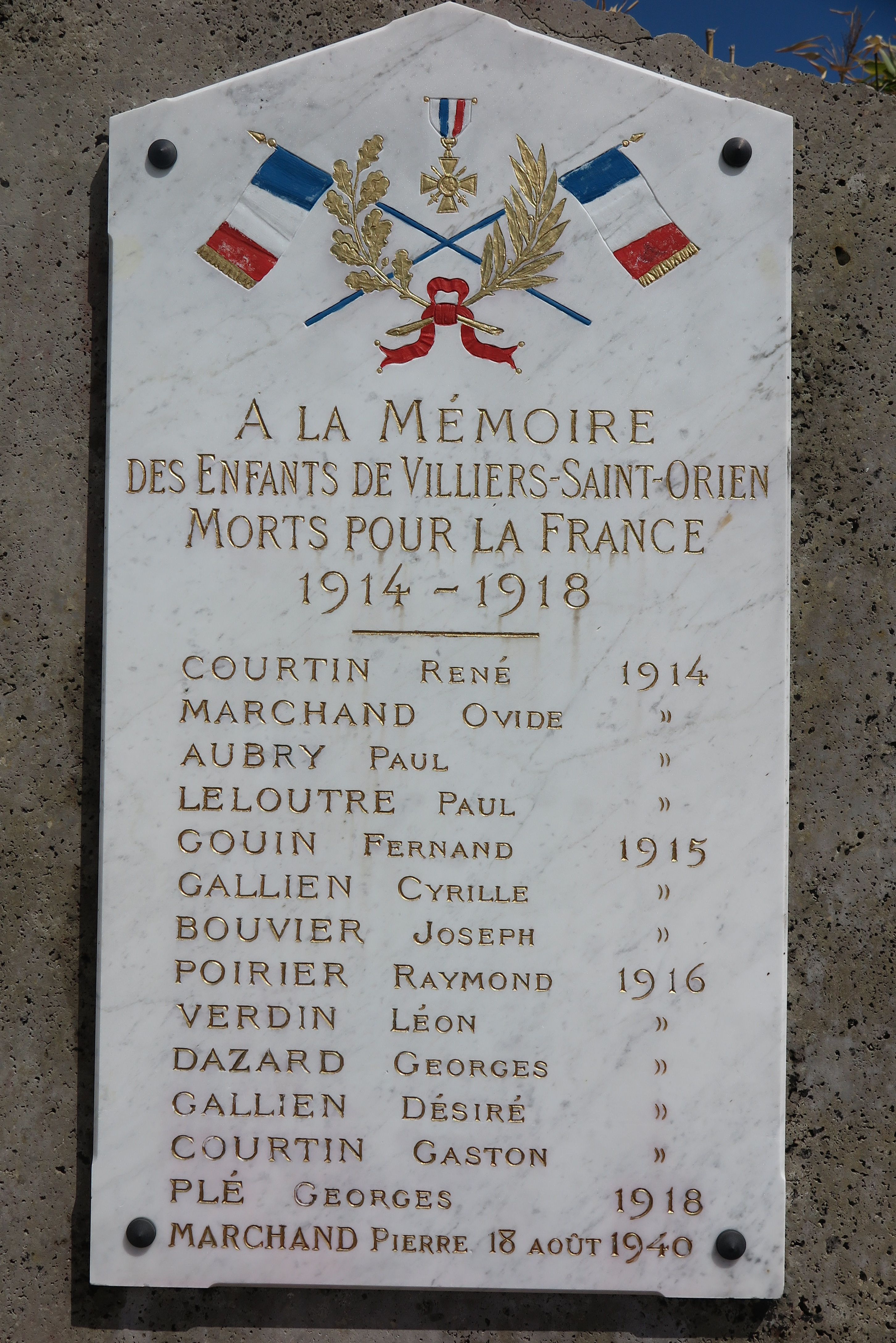
Plaque, détail du Monument aux morts.
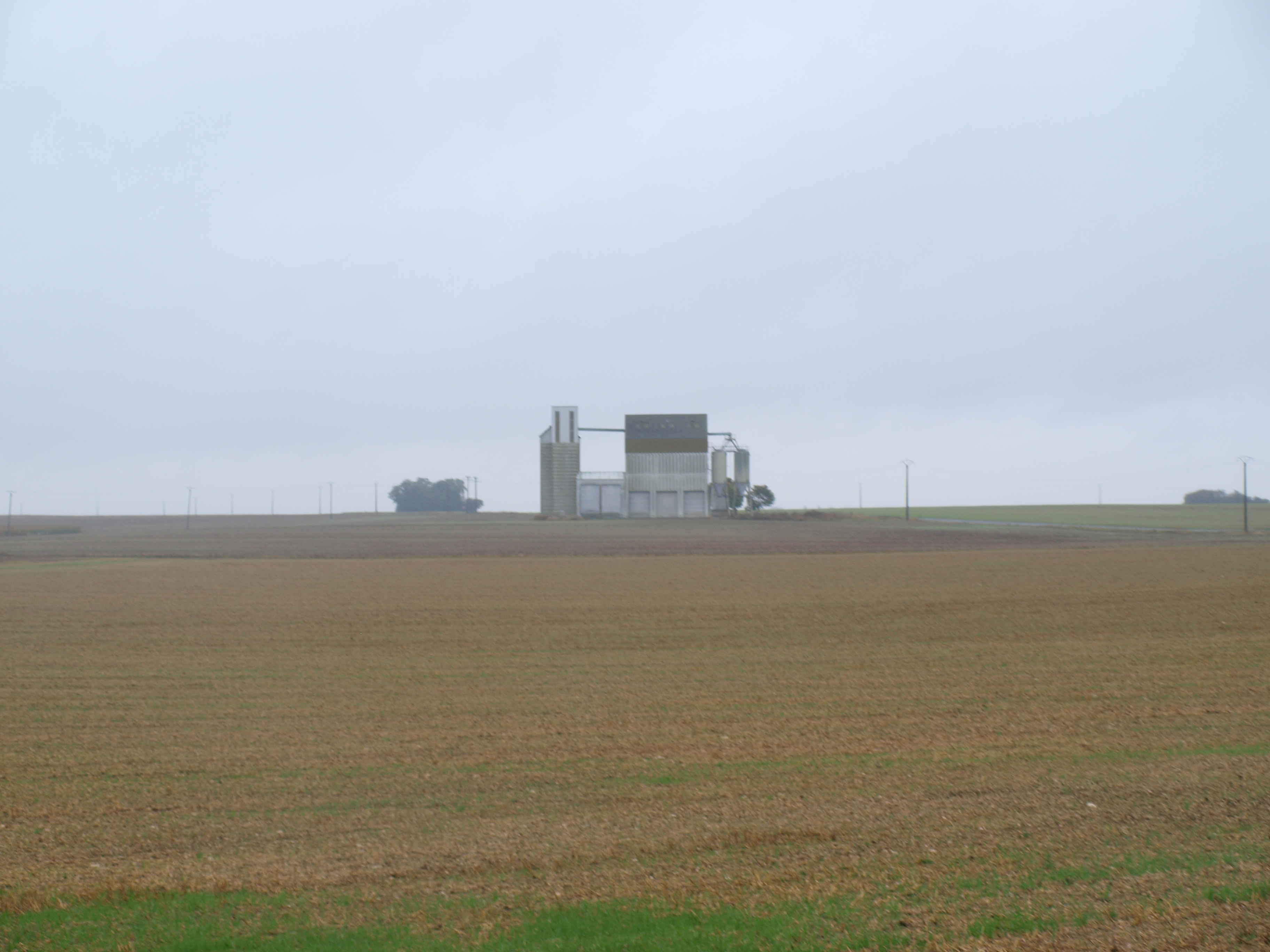
La plaine de Beauce.
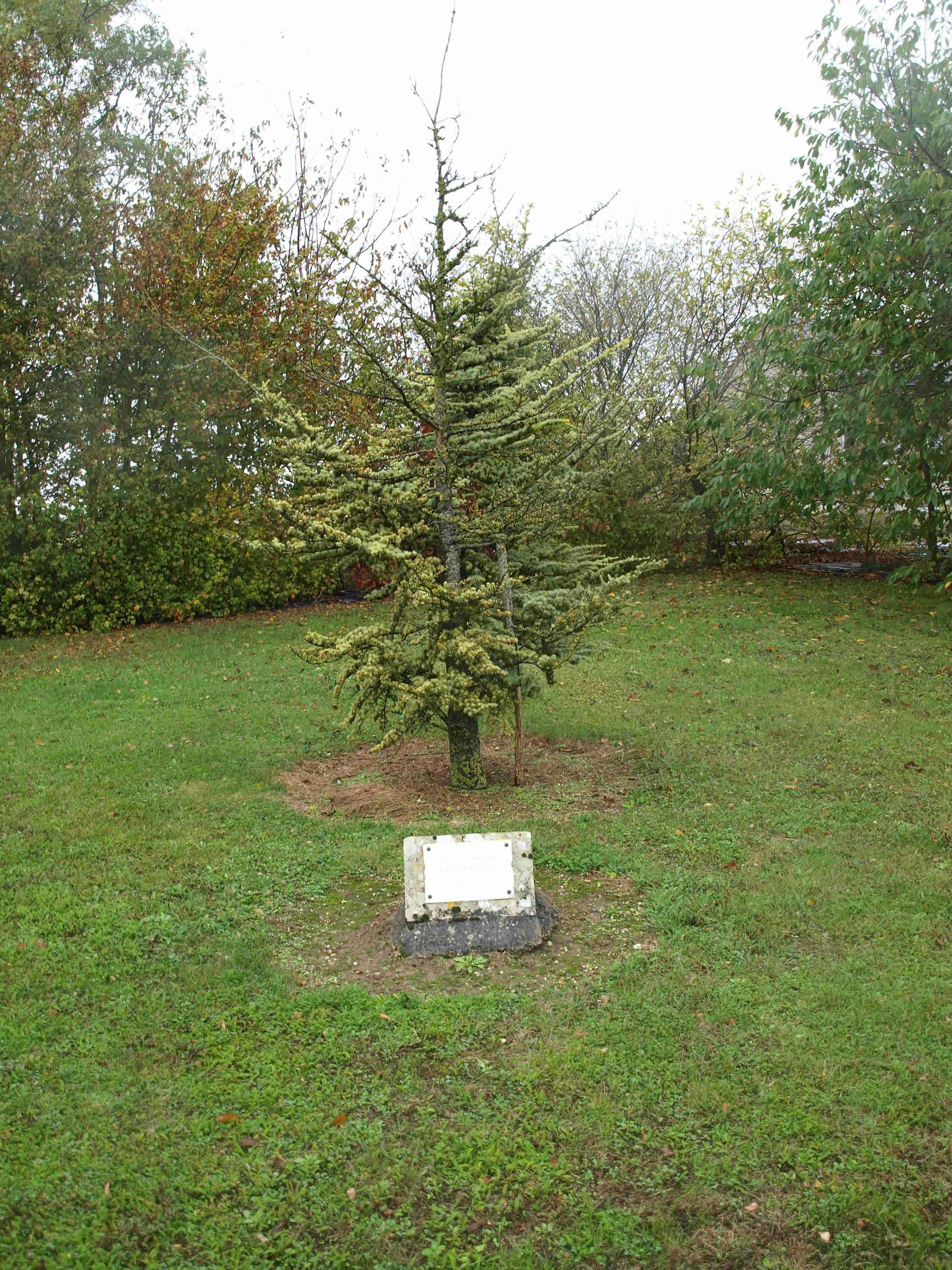
Arbre mémorial.
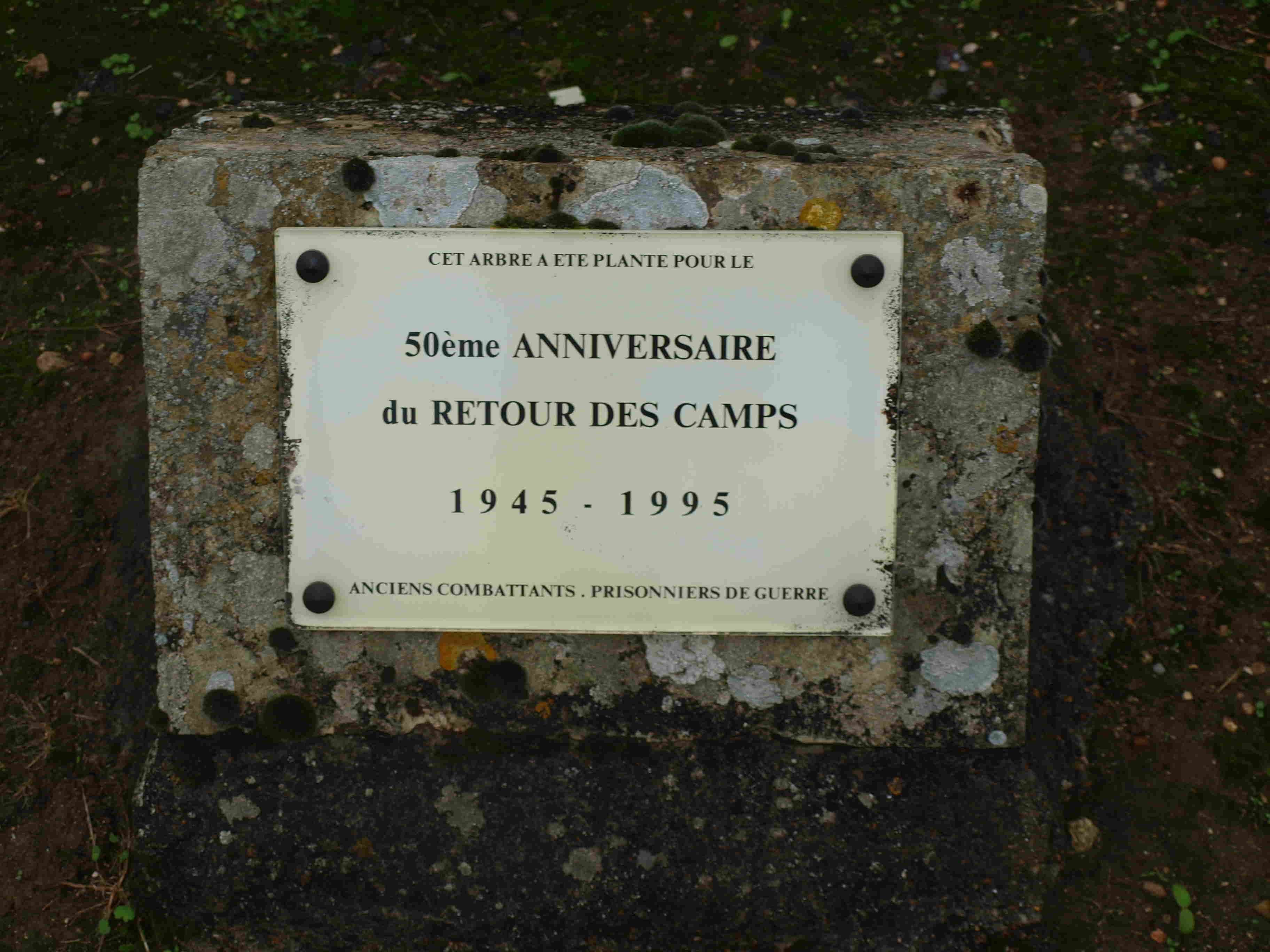
Arbre mémorial, plaque.

Les monuments les plus anciens de la commune sont des mégalithes préhistoriques : un dolmen et des polissoirs sont signalés.

### Personnalités liées à la commune[28]
- ALEXANDRE François-Henri (1805 - 1865), curé
- BEAUSSIER Louis Charles ( - ), maître d'école
- BELNOUE Marcel (1887 - 1977), maire
- BILLARD Firmin Chrisostome (1864 - ), instituteur
- BILLAULT Léon Louis ( - ), maire
- BIRE Adrien Marie Pierre (1841 - ), instituteur
- BLOT Jacques ( - ), maire
- BORDIER Edouard Ernest (1865 - ), instituteur
- BRETHEAU Guillaume ( - ), notaire
- BRIOT Robert ( - ), notaire
- CHARDONNEREAU Jacques (1624 - 1704), prêtre curé
- CHARPENTIER Jean ( - ), notaire
- CHARRON Jean ( - ), notaire
- CHARRON Thomas (1654 - 1717), notaire
- CHARRON Thomas (1654 - 1717), notaire
- CHASSANE Isidore Barthelemy (1866 - ), instituteur
- CHASSANE Isidore Barthelemy (1866 - ), instituteur adjoint
- CHAUSSIDIER Louis ( - ), maître d'école
- CHENET Jacques (1730 - 1786), curé
- CHEVREL Jehan ( - ), prêtre vicaire
- CORDAN Jean ( - ), curé
- COURTIN Raymond ( - ), maire
- de MESSI Simon ( - ), curé
- de RIANTZ de VILLERAY Claude ( - ), seigneur de Villiers Saint Orien
- DUBOIS Jean ( - ), curé
- FAINGT André (1596 - 1659), prêtre curé
- GOUGET Eugène Médéric (1843 - 1879), curé
- GRILLON Denis Prosper (1811 - 1887), instituteur
- GRIN Jean ( - ), curé
- GUERRY Pierre Denis (1812 - 1883), curé
- GUILLAUMIN Mary Joseph Moïse (1891 - ), maire
- HETTE François Désiré (1831 - ), instituteur
- IMBAULT Dominique (1953 - ), maire
- LAYE Maurice ( - ), maire
- LE BACLE Louis (1651 - 1727), curé
- LE BACLE Louis (1651 - 1727), Prêtre habitué
- LECHARPENTIER Pierre François (1757 - 1815), curé
- LEJEUNE Albert Auguste (1867 - ), instituteur
- LEMAISTRE Marin ( - ), notaire
- LHUILLERY Jean (1931 - ), maire
- LINEATTE Charles Louis Joseph (1758 - 1829), curé
- LUCAS Jean ( - ), notaire
- LUCAS Jean (1733 - 1788), notaire
- MALHERBE Michel ( - ), curé
- MARAIS Jean (1697 - 1750), curé
- MARAIS Michel (1703 - 1759), notaire
- MAUGER Raymond (1908 - 1990), maire
- MORIZE Pierre Augustin ( - ), maire
- NEVEU Julien Théophile ( - 1928), curé
- PASQUES Pierre ( - 1763), curé
- PAVEE Etienne ( - ), notaire
- PAVEE Jehan (1588 - 1658), notaire
- PAVEE Michel ( - ), notaire
- PAVEE Thomas (1637 - 1687), notaire
- PHILIPPE Aignan Pierre Henri Etienne (1806 - 1863), curé
- PICOT Jean Charles (1787 - ), instituteur
- PREVOST Pierre Laurent (1805 - 1873), curé
- RICOUR Pierre Joseph Alexandre (1828 - ), instituteur
- RIME Pierre ( - ), notaire
- TESSIER Louis Pascal ( - ), instituteur
- TRUBERT Jehan (1569 - 1634), prêtre curé